# Djibril Gueye
Pour les articles homonymes, voir Gueye.
Djibril Gueye, né le 3 mars 1983 à  Paris 19e, est un acteur français.

## Biographie
C'est lors d’un casting sauvage que Djibril Gueye est repéré puis engagé à 16 ans, pour faire sa première apparition à l’écran dans le court-métrage « Les résultats du bac » puis dans un épisode de la série « Brigade des mineurs »
En somme une expérience d’une année dans le monde du septième art …
Après une parenthèse de plusieurs années et sur les conseils de son premier agent, il reprend son activité à l'âge de 27 ans et se forme au métier d’acteur notamment en suivant un stage à la FEMIS et au Studio Pygmalion.
Sa carrière débute vraiment à l’aube des années 2010 avec des rôles dans plusieurs longs-métrages et à la télévision. 
On le voit au cinéma dans des films tels que Alyah d'Elie Wajeman, mais également dans le film Bande de filles de Céline Sciamma, sélectionné pour la Quinzaine des réalisateurs au Festival de Cannes 2014, où il interprète Abou, le caïd charismatique .
En 2015, pour Richard Berry,  il est Capuccino, un des membres du gang des barbares, dans Tout, tout de suite, un drame sur l’affaire Ilan Halimi. 
Toujours en 2015, il joue un rôle secondaire dans plusieurs épisodes de la série Braquo auprès de Jean-Hugues Anglade.
Entre 2012 et 2015, il est un des principaux protagonistes de la pièce de Jean Genet, Haute Surveillance, jouée au Théâtre de l'Envol de Viry-Chatillon, au Théâtre de Corbeil-Essonnes, au Théâtre de l’Agora d’Ivry et à la MJC de Corbeil-Essonnes … (liste non exhaustive)

## Filmographie

### Cinéma

#### Longs métrages
- 2012 : Alyah d'Elie Wajeman : l’ami de Polo
- 2013 : Bande de filles de Céline Sciamma : Abou
- 2014 : Les Révoltés de Simon Leclere : Reda
- 2015 : Tout, tout de suite de Richard Berry : Capuccino
- 2016 : Le ciel attendra de Marie-Castille Mention-Schaar : le douanier
- 2017 : Tamara Vol.2 d'Alexandre Castagnetti : le serveur du café
- 2018 : Mes jours de gloire de Antoine de Barry
- 2020 : Des vacances a tout prix de Steven Lee Mraovitch
- 2022 : Le Marchand de sable de Steve Achiepo
- 2023 : Le Roi Soleil de Vincent Mael Cardona

#### Courts métrages
- 2000 : Les résultats du bac de Pascal-Alex Vincent : Moussy
- 2009 : Obama e(s)t moi de Stevan Lee Mraovitch
- 2020 : Spinebuster de Ronan Bertrand

### Télévision

#### Téléfilms
- 2015 : Flic tout simplement d’Yves Rénier : Moktar
- 2016 : Box 27 d'Arnaud Sélignac
- 2018 : J'ai 10 ans de Philippe Lefebvre
- 2020 : Un homme parfait de Didier Bivel
- 2024 : Père Noël a Domicile de Manu Joucla

#### Séries télévisées
- 2000 : Brigade des mineurs, épisode Tacle gagnant de Miguel Courtois : Olivier
- 2010 : Marion Mazzano; 2 épisodes de Marc Angelo : David
  - La blessure du passé
  - Le contrat
- 2011 : Les Mystères de l'amour épisode Danger immédiat de Gérard Espinasse : le vendeur d’armes
- 2015 : Braquo, saison 4, épisodes 1,2,5,6 de Xavier Palud et Frédéric Jardin : le surveillant chef de la prison de la Santé
- 2016 : Qu'est-ce qu'on attend pour être heureux ?, 1 épisode d'Anne Giafferi : un flic de la cité
  - Saison 1, épisode 3 : Plein la vue
- 2017 : Le Bureau des légendes, 1 épisode de Anna Novion : Price Saison 4, épisode 10
- 2018 : Munch Saison 2 de Nicolas Guicheteau
- 2019 : Selon Thomas Saison 1 De Thomas N'Gigol
- 2020 : Rebecca de Didier Le Pêcheur & Delphine Labouret
- 2021 : Munch Saison 4 de Julien Seri
- 2022 : La Mythomane du Bataclan de Just Philippot
- 2023 : Les Enfants son Rois de Sébastien Marnier
- 2024 : Le Terminal de Jamel Debbouze & Mohamed Hamidi

#### Web série
- 2017 : Force & honneur de Youssoufa Massoundi : Djibril
- 2019 : République de Simon Buisson & Olivier Demangel
- 2021 : Groom Théodore Bonnet

### Publicité
- 2016 : Café Carte Noire de Valérie Donzelli

## Théâtre
- 2012 à 2014: Haute Surveillance de Jean Genet, mise en scène Malik Rumeau au Théâtre de l'Envol de Viry-Chatillon et au Théâtre de Corbeil-Essonnes